# Clouds House
Clouds House, également connu simplement sous le nom de Clouds, est un bâtiment classé Grade II* à East Knoyle dans le Wiltshire, en Angleterre. Conçu par l'architecte Philip Webb, issu du mouvement Arts and Crafts, pour Percy Wyndham et sa femme Madeline, elle est achevée pour la première fois en 1886, mais un incendie en 1889 nécessite sa reconstruction, terminée en 1891. Clouds est la conception la plus grandiose de Webb. Elle devient un centre d'activité sociale pour le groupe intellectuel connu sous le nom de The Souls, et est fréquenté par des artistes tels qu'Edward Burne-Jones et des personnalités politiques comme Arthur Balfour.
Depuis 1983, la maison est un centre de traitement de la toxicomanie et de l'alcoolisme, sous le nom de Clouds House. En 2007, le centre de traitement Clouds House fusionne avec deux autres organisations pour former l'association caritative Action on Addiction, dont le siège est à East Knoyle.

## Construction
Wyndham achète les 4207 acres du domaine Clouds en 1876  pour 100 000 £. Il est ainsi appelé parce que ses terres comprennent l'ancien manoir de Clouds, à Milton, Wiltshire, qui appartenait à John Clouds à un moment donné avant 1551.
Wyndham charge Webb de remplacer une maison plus petite sur le site, à la tête d'une vallée en pente vers le sud-est, avec des terres incultes situées au nord. C'est la plus grande conception de maison de campagne de Webb, destinée à faciliter la ronde continue des fêtes à la maison des Wyndhams créant "un palais de week-end pour nos politiciens" selon les mots de l'ami de Webb, William Lethaby. Deux salons orientés au sud sont reliés par des portes doubles, leur permettant d'être réunis en un seul grand espace. L'élévation sud, qui a trois pignons comporte également un grand balcon avec un auvent en toile, construit sur une loggia. Elle donne sur une terrasse pour danser dehors.
Le centre de la maison est occupé par un hall d'habitation à deux étages divisé en trois travées par deux arcs soutenus par des piliers, chaque travée étant éclairée par une lanterne de toit. Il contenait un cantou autoportant avec une grande cheminée à capuchon. Une galerie autour du haut de la salle est vitrée pour empêcher l'écoute clandestine des conversations en dessous.
Une vaste aile de service sur un terrain inférieur à l'est de la maison principale est attachée à son coin nord-est. Les anciens bâtiments de service restants sont classés Grade II, certains ayant été démolis.
Les Wyndham emménagent dans la maison en septembre 1885, bien que certains détails de la maison n'aient été terminés qu'en 1886.

## Incendie de 1889
Un incendie en janvier 1889, déclenché par une bougie allumée laissée la nuit dans une armoire à linge, détruit la maison à l'exception des murs extérieurs. L'aile de service a également survécu. Un remboursement d'assurance complet permet à Wyndham de reconstruire la maison exactement comme avant, à l'exception de l'ajout de sols ignifuges et d'une plomberie améliorée. Après avoir vécu dans l'aile de service depuis l'incendie, les Wyndham retournent dans la maison reconstruite en août 1891.

## Mobilier et art

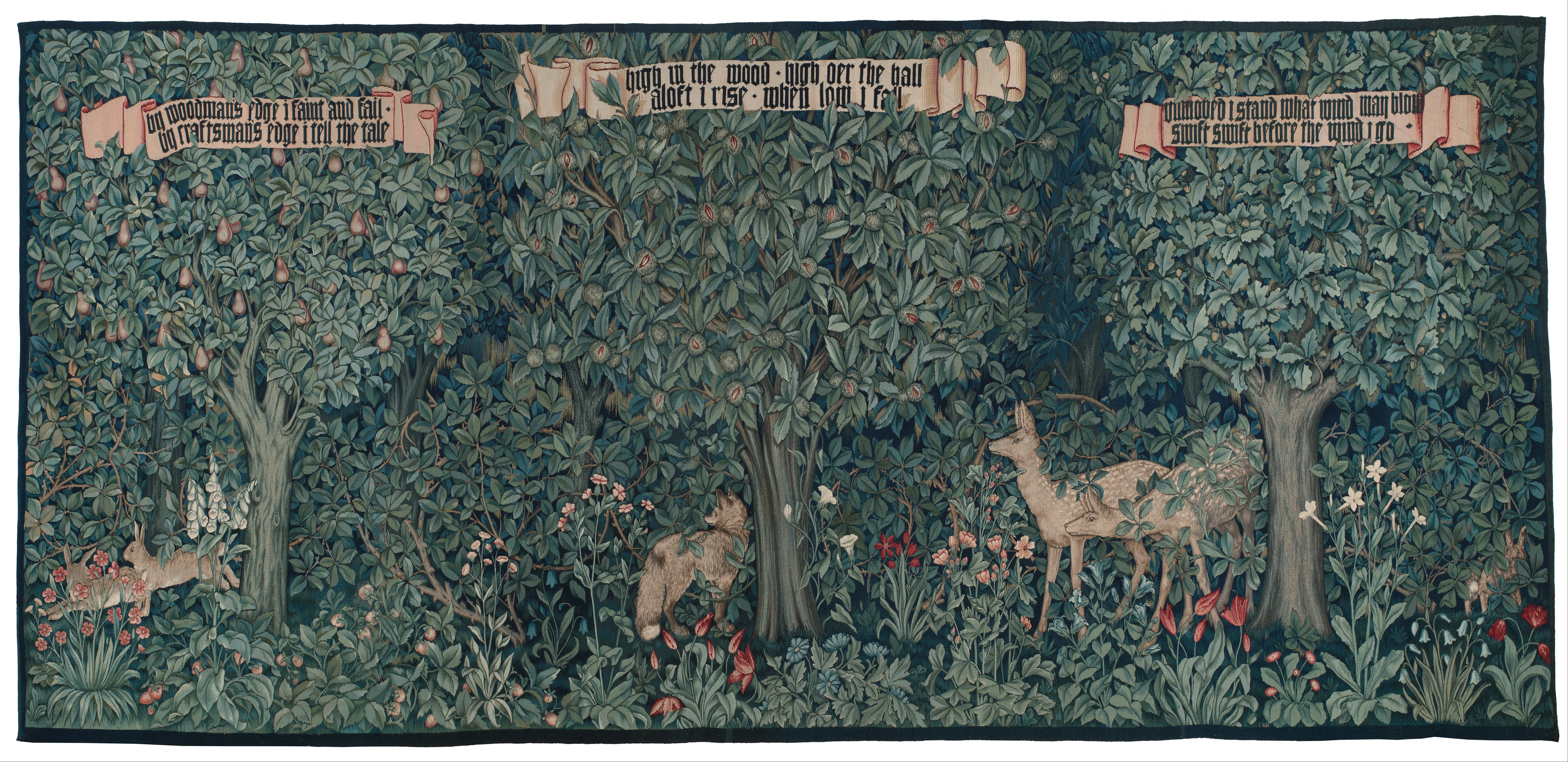
Tapisserie Greenery, Morris & Co conçue pour la salle de Clouds par JH Dearle, 1892

Les tapis et les papiers peints sont fournis par Morris &amp; Co . Le tapis principal du salon, connu sous le nom de tapis Clouds (conçu par William Morris, 1885), se trouve au Fitzwilliam Museum, Cambridge . Le tapis du hall central est une version du tapis Holland Park, que Morris a créé pour Aleco Ionides du 1 Holland Park, Londres, un autre projet de construction Webb .
La verdure est la tapisserie Morris & Co que Wyndham a finalement commandée pour accrocher dans le hall, après en avoir envisagé deux autres. Greenery (JH Dearle, 1892) se trouve au Museum of Fine Arts de Boston . Le dessin de The Forest (Morris et Dearle, avec des figures d'animaux par Webb) n'est pas retenu et est ensuite tissé en 1887 pour Ionides et accroché au 1 Holland Park et The Orchard, également connu sous le nom de The Seasons (Morris et Dearle, 1890), qui est tissé et envoyé à Clouds mais rejeté.
Des dessins de Burne-Jones sont également acquis pour être exposés à Clouds. Poesis et Musica sont à l'origine produits comme dessins de portière pour la Royal School of Needlework. L'Ascension est une conception pour les mosaïques de Burne-Jones à St. Paul's Within the Walls, Rome; repeinte par l'artiste, elle est accrochée dans les nuages au-dessus de l'escalier principal jusqu'à ce qu'elle soit détruite dans l'incendie de 1889.

## Histoire ultérieure
À la mort de Percy Wyndham en 1911, le domaine Clouds passe en héritage à son fils George Wyndham, qui en vend un quart. Il installe l'électricité dans la maison et charge l'architecte Detmar Blow de convertir les pièces existantes en une bibliothèque et une chapelle. En 1913, lorsque George Wyndham meurt, le domaine passe à son fils Percy Lyulph ("Perf") Wyndham . En 1914, Percy est tué pendant la Première Guerre mondiale et le domaine passe à Guy Richard (Dick) Wyndham, le deuxième fils du frère de George Wyndham, Guy. À partir de 1924, il loue la maison et, en 1936, vend l'ensemble du domaine pour 39 000 £ à un promoteur qui le divise immédiatement, revendant la maison attenante pour 3 300 £ .
En 1938, des modifications suppriment certaines caractéristiques d'origine, notamment les pignons et la cheminée, et une partie de l'espace du hall est convertie en passages. L'entrée principale de la maison, du côté nord, est remplacée par celle de l'ouest.
La maison est revendue en 1944 à la Church of England Incorporated Society for Provide Homes for Waifs and Strays. En 1965, elle devient une école.

## Centre de traitement
En 1983, la maison devient un centre de traitement de la toxicomanie et de la dépendance à l'alcool, fondé sous le nom de Clouds House par Peter et Margaret Ann McCann. Les McCann dirigent le centre jusqu'en 1988, date à laquelle ils partent pour fonder la clinique de réadaptation de l'hôpital Castle Craig en Écosse. En mai 2007, le centre Clouds House fusionne avec Action on Addiction et le Chemical Dependency Centre, formant un nouvel organisme de bienfaisance sous le nom d'Action on Addiction. Le siège social de l'organisme de bienfaisance se trouve à côté de Clouds à East Knoyle.

## Sources bibliographiques
- Caroline Dakers, Clouds: The Biography of a Country House, New Haven, Yale University Press, 1993 (ISBN 978-0-300-05776-8, lire en ligne)
- Sheila Kirk, Philip Webb: Pioneer of Arts & Crafts Architecture, Chichester, Wiley-Academy, 2005 (ISBN 978-0470868089)
- W. R. Lethaby, Philip Webb and His Work, London, Raven Oak Press, 1979 (ISBN 978-0-906997-000)
- Fiona MacCarthy, The Last Pre-Raphaelite: Edward Burne-Jones and the Victorian Imagination, London, Faber and Faber, 2011 (ISBN 978-0-571-22861-4)
- Claudia Renton, Those Wild Wyndhams: Three Sisters at the Heart of Power, London, William Collins, 2014 (ISBN 978-0-00-754489-9)
- Giles Worsley, England's Lost Houses: From the Archives of Country Life, London, Aurum Press, 2002 (ISBN 978-1-84513-614-7)